# Kuan Siang-jing
Kuan Siang-jing (čínsky pchin-jinem Guān Xiàngyīng, znaky zjednodušené 关向应, tradiční 關向應; 10. září 1902 — 21. července 1946) byl čínský komunistický politik mandžuské národnosti, od druhé poloviny 20. let jeden z vedoucích představitelů Komunistické strany Číny.

## Život
Kuan Siang-jing se narodil roku 1902 v okrese Ťin (dnešní obvod Ťin-čou) v provincii Liao-ning. V roce 1922 absolvoval obchodní školu ve svém okrese a poté nastoupil do tiskárny (patřící japonskému majiteli). Brzy se dostal do konfliktu s jedním z japonských zaměstnanců a musel odejít.
V dubnu 1924 vstoupil do Socialistického svazu mládeže Číny. V květnu odcestoval do Šanghaje, kde se zapsal jako student na Šanghajské univerzitě a zahájil podzemní činnost v kuomintangské organizaci prvního okresu. V prosinci téhož roku byl vyslán ke studiu na Komunistickou univerzitu pracujících Východu. Následujícího roku v Moskvě vstoupil do Komunistické strany Číny.
Po událostech z 30. května 1925 se vrátil ze Sovětského svazu do Číny. V srpnu odcestoval do Ťi-nanu a Čching-tao, aby na místě řídil práci čínského mládežnického hnutí. Začátkem následujícího roku se vrátil do Šanghaje. Kvůli masakrům komunistů z dubna 1927 uprchl do Wu-chanu, po převratu 15. července 1927 byl poslán do Che-nanu jako provinční tajemník.
V roce 1928 byl přeložen do Šanghaje, vzápětí odcestoval do Moskvy na VI. sjezd KS Číny, kde byl zvolen členem ústředního výboru a kandidátem politického byra ÚV KS Číny, členem vojenské komise ÚV KS Číny a odpovědným za práci čínského hnutí mládeže (první tajemník Komunistického svazu mládeže Číny v letech 1928–1929).
V březnu 1930 byl jmenován tajemníkem ústřední vojenské komise KS Číny (do srpna 1930), to jest řídil vojenskou práci komunistického hnutí. V září 1930 byl převeden z kandidátů na člena politbyra, ale už v lednu 1931 se stal opět kandidátem (do prosince 1937). V srpnu 1931 strávil krátkou dobu ve vazbě v Šanghaji a po propuštění odjel do sovětské oblasti na rozhraní provincií Chu-pej a Chu-nan. V lednu 1932 tam byl jmenován politickým komisařem 3. Rudé armády. V říjnu 1934 se spojila 3. Rudá armáda a 6. sbor čínské Rudé armády, čímž se sjednotily vojenské síly sovětské oblasti Chu-nan-Chu-pej-S’-čchuan-Kuej-čou. V listopadu 1935 se s 2. a 6. sborem Rudé armády vydal na Dlouhý pochod. V červenci 1936 byl jmenován zástupcem politického komisaře 2. frontu (2. a 6. sbor), po připojení k hlavním silám Rudé armády v říjnu 1936 povýšil na politického komisaře frontu (když byl dosavadní komisař Žen Pi-š’ přeložen výše).
Po reorganizaci komunistických vojsk roku 1937 bývalé jednotky 2. frontu tvořily základ 120. divize 8. pochodové armády, Kuan Siang-jing byl jmenován jejím politickým komisařem, poté působil jako politický komisař vojenského okruhu Šan-si-Suej-jüan a tajemník stranického sub-byra pro Šan-si a Suej-jüan. V roce 1941 musel kvůli zhoršující se tuberkulóze opustit svou funkci a odjel se léčit do Jen-anu. 
Zemřel 21. července 1946 v Jen-anu. Mao Ce-tung napsal k jeho úmrtí báseň.